# 天主教瑯勃拉邦宗座代牧區
天主教瑯勃拉邦代牧区 （拉丁語：Apostolicus Vicariatus Luangensis Prabangensis），是羅馬天主教會以老撾北部瑯勃拉邦為中心的一個宗座代牧區。範圍包括瑯勃拉邦省、沙耶武里省、烏多姆賽省、博膠省、琅南塔省和豐沙里省。
1963年3月1日自萬象代牧區分出。2005年3月11日自1975年以來首座聖堂落成。宗座代牧之位自1975年懸空，而宗座署理為鐵托·班宗·托巴榮神父。